# Juan Antonio Rodríguez (zapaśnik)
Juan Antonio Rodríguez Jovel – salwadorski zapaśnik walczący u obu stylach. Brązowy medalista mistrzostw panamerykańskich w 2018, a także igrzysk Ameryki Środkowej w 2017 roku.